# Sextus Aelius Paetus Catus
Sextus Aelius Paetus Catus war ein römischer republikanischer Politiker und Jurist an der Wende vom 3. zum 2. Jahrhundert v. Chr.
Er gehörte der gens Aelia an und war wohl ein Sohn des 216 v. Chr. in der Schlacht von Cannae gefallenen Pontifex Quintus Aelius Paetus sowie ein jüngerer Bruder des Publius Aelius Paetus (Konsul 201 v. Chr.). 200 v. Chr. war Sextus kurulischer Ädil, 198 v. Chr. Konsul (zusammen mit Titus Quinctius Flamininus), 194 v. Chr. Zensor. Er galt als gebildeter Mensch, berühmter Jurist und Schriftsteller. 
Mit großer Wahrscheinlichkeit war er der Verfasser der Tripertita (auch: Ius Aelianum genannt), einem dreiteilig aufgebauten Grundlagenbuch des Rechts. In Pomponius’ Genealogie taucht er als der erste Jurist auf, der seine Rechtskenntnisse nicht allein mündlich, sondern auch schriftlich weitergegeben habe. Der dreiteilige Aufbau stellt zunächst die Zwölftafelgesetze voran. Dem folgen in einem zweiten Abschnitt die Auslegungstexte (interpretationes iuris), der Priesterschaft zum hergebrachten Gewohnheitsrecht, den mores. Auch erste Interpretationen durch weltliche Juristen folgen. Diesen Texten waren die einschlägigen Geschäfts- und Klageformulare beigefügt. Bevor weltliche Juristen die rechtliche Deutungshoheit als Fachleute übernahmen, lag das Vorrecht der interpretatio iuris allein in den Händen der obersten Pontifices. Die wohl meisten der vorliegenden Zitate gehen auf diesen Abschnitt zurück. In einem dritten Abschnitt folgen die gesetzlichen Klageformeln.